# Бред Шоу Трумана
Бред «Шо́у Тру́мана» (англ. Truman Show delusion, иногда Truman delusion «бред Трумана») — бредовая убеждённость человека в том, что его жизнь представляет собой реалити-шоу. Термин предложен братьями Джоэлом и Яном Голдом (соответственно, психиатр и нейрофизиолог) в 2008 году, по аналогии с названием фильма «Шоу Трумана». В современной психиатрии этот термин не используется; он не входит в диагностические классификаторы и справочники. Близким психиатрическим понятием является бред инсценировки, при котором больной уверен, что всё вокруг инсценировано и подстроено, а окружающие разыгрывают порученные им роли.
В фильме «Шоу Трумана», вышедшем на экраны в 1998 году, жизнь главного героя с рождения транслируется по телевидению в качестве реалити-шоу, а все окружающие его люди — наёмные актёры.
По словам Джоэла Голда, он лечил пятерых таких пациентов, белых мужчин в возрасте от 25 до 34 лет. Как сообщают психологи[кто?], подобные пациенты уклончиво рассказывают о своих переживаниях, поскольку считают, что не могут никому доверять, а доктора для них — тоже актёры шоу.
Братья Голды не называют свой «бред Шоу Трумана» новым заболеванием или отдельным диагнозом, но описывают как вид бреда — вариацию известного бреда преследования и бреда величия.